# The Flies
The Flies waren eine britische Rockband, die 1966 bis 1968 in der psychedelischen Londoner Rockszene aktiv war. Bisweilen werden sie als „die erste Punkband der Welt“ bezeichnet.

## Geschichte
The Flies entstanden aus der Band „The Rebs“, die 1965 als „The In-Sect“ ein Album aufnahmen. 1966 nannten sie sich „The Flies“ und nahmen einige Singles für Decca auf. Die bekannteste dieser Aufnahmen ist (I’m Not Your) Stepping Stone.
Die Flies waren kommerziell nicht sehr erfolgreich, erregten aber durch ihre Auftritte Aufsehen. Beim Festival „14 Hour Technicolor Dream“ im April 1967 ließen sie zahlreiche Mehltüten über dem Publikum platzen. Bei diesem Auftritt soll Sänger Robin Hunt gar auf das Publikum uriniert haben.
1968 erschien eine letzte Single der Flies, The Magic Train, danach lösten sie sich auf. Die Mitglieder machten mit anderen Bands weiter, etwa Infinity, Please, Bulldog Band und T2. 1967, noch während der aktiven Phase der Flies, hatte ihr Sänger Robin Hunt unter dem Pseudonym Alexander Bell die Single Alexander Bell Believes / A Hymn…With Love herausgebracht. Alle Aufnahmen der Flies inklusive In-Sect mit zusätzlichem Demo-Material und den beiden Titeln von Alexander Bell wurden 2002 als The Flies: Complete Collection 1965–1968 neu veröffentlicht.

## Diskografie
- 1966: (I'm Not Your) Stepping Stone / Talk to Me (Single, Decca)
- 1967: House of Love / It Had to Be You (Single, Decca)
- 2000: Complete Collection 1965-1968 (Kompilation, Acme)